# Танагровый трупиал
Танагровый трупиал (лат. Lampropsar tanagrinus) — вид птиц семейства трупиаловых.

## Описание
Длина самца в среднем 22 см, самки 19 см. Оперение чёрное со слегка синеватым отливом сверху. Цвет оперения — чёрный, однако присутствует радужный блеск. Глаза тёмные; клюв достаточно короток. Самец танагрового трупиала вырастает примерно до 22 см, самка — примерно до 19 см. Перья на передней части макушки очень короткие и густые. Радужная оболочка тёмная, хвост длинный и несколько закруглённый. Этот вид можно спутать с блестящим коровьим трупиалом (Molothrus bonariensis), но их повадки совершенно разные.

## Образ жизни
Птицы данного вида часто собирается вместе с другими представителями своего вида небольшими группами до двадцати птиц. Птицы с шумом передвигаются по кронам деревьев, добывая пищу, а иногда и прыгая по плавающей растительности на озёрах. В Гайане размножается в марте, в Эквадоре — в сентябре, в Боливии — в октябре и феврале.